# Curt Nimuendajú
Curt Unckel, mer känd som Curt Nimuendajú, född 18 april 1883, död 10 december 1945, var en tysk-brasiliansk etnograf, antropolog och författare. Hans verk är grundläggande för att förstå många brasilianska indianstammars religion och kosmologi, särskilt Guaraní folket. Han fick efternamnet Nimuendajú från Apapocuva-grenen av Guarani i en adoptionsceremoni. Namnet betyder "den som gjorde sig ett hem,",'. Han tog det som en del av sitt officiella namn när han fick sitt brasilianska medborgarskap 1922. I en dödsruna kallade hans brasiliansk-tyska kollega, Herbert Baldus, honom "kanske den största Indianisten genom tiderna.".’

## Liv och arbete
Nimuendajú föddes i Wagnergasse 31 i Jena i Tyskland 1883 och blev föräldralös i unga år. Han drömde tidigt om att leva med "primitiva folk". Redan som skolpojke organiserade han ett "indiangäng" bland sina studiekamrater som jagade i skogen utanför hemstaden. Efter att ha avslutat grundskolan arbetade han i en av Carl Zeiss kamerafabriker. På fritiden ägnade han sig åt att studera kartor och ursprungsbefolkningen i Nord- och Sydamerika. Han drömde snart om att emigrera till Brasilien och 1903, vid 20 års ålder, fick han möjlighet att realisera denna dröm med hjälp av sin halvsyster. Hon var lärarinna och hjälpte honom finansiellt med resan till Sydamerika. 
År 1905, två år efter hans ankomst i Brasilien, etablerade han kontakter med Guarani-folket i delstaten São Paulo. En betydande litteratur existerade angående dem, som går tillbaka till 1600-talet, men deras religiösa synsätt och ritualer var dåligt kända. Nimuendajú bekantade sig grundligt med den befintliga litteraturen. Han flyttade till Belém 1913, och hans första professionella artiklar är från denna tid,  med en banbrytande publikation om Guarani Apapokúva mytologi och religion, vilken publicerades av Zeitschrift für Ethnologie 1914  Han blev en av de stora auktoriteterna på många ursprungsbefolkningar, särskilt de som räknades till gruppen Gê i centrala Brasilien, Apapocuva-Guaraní, Tukúna, Kaingang, Apinaye, Xerente, Wanano  och Canela. 
En av konsekvenserna av hans arbete var att flytta intresset från stammarna längs kusten, eller i stora städer, till stammarna i det inre, och för att väcka intresse hos antropologer som den unge Claude Lévi-Strauss, för samhällen som, trots materiell fattigdom, hade lyckats utveckla komplexa samhällena och kosmologier av stor komplexitet. Under mer än 40 års fältarbete, till stor del självfinansierat, publicerade han mer än 60 monografier, artiklar och ordlistor.
Mellan 1929 och 1936 tillbringade han 14 månader med Canela indianerna, ett Gê-talande folk på den nordöstra kanten av det centralbrasilianska höglandet, och hans monografi om dem, översatt av Robert Lowie, publicerades postumt 1946. 
Trots sviktande hälsa och varningar från sina läkare, påbörjade han det som skulle bli hans sista fältarbete 1945 och dog den 10 december bland Tukúna folket, vid Solimões floden, nära São Paulo de Olivença, Amazonas.